# Edward Bodel
Edward Lee Bodel (* 21. Mai 1920; † 17. Mai 2008) war ein US-amerikanischer Eiskunstläufer, der im Eistanz startete.
Seine Eistanzpartnerin war seine Ehefrau Carmel Bodel (1912–2013). Mit ihr nahm er von 1952 bis 1957 an Weltmeisterschaften teil. Der größte Erfolg des Paares war der Gewinn der Bronzemedaille bei der Weltmeisterschaft 1954 in Oslo hinter den beiden britischen Eistanzpaaren Jean Westwood / Lawrence Demmy und Nesta Davies / Paul Thomas.

## Ergebnisse

### Eistanz
(mit Carmel Bodel)
| Wettbewerb / Jahr                | 1946 | 1949 | 1951 | 1952 | 1953 | 1954 | 1955 | 1956 | 1957 |
| -------------------------------- | ---- | ---- | ---- | ---- | ---- | ---- | ---- | ---- | ---- |
| Weltmeisterschaften              |      |      |      | 4.   | 7.   | 3.   | 4.   | 6.   | 7.   |
| US-amerikanische Meisterschaften | 3.   | 3.   | 1.   | 3.   | 3.   | 1.   | 1.   | 2.   |      |